# 정훈 (유도 선수)
정훈(鄭勳, 1969년 4월 29일~)은 대한민국의 유도 선수이다. 1992년 하계 올림픽 남자 라이트급 동메달을 획득했으며 1993년 세계 선수권 대회에서 우승을 차지했다. 또한 아시안 게임 2연패(1990~1994), 세계 선수권 대회 동메달(1991), 아시아 선수권 대회 1회 우승 등의 성과를 냈다. 
은퇴 후에는 유도 지도자로 활약했으며 대한민국 유도 국가대표팀 감독(2008~2012), 중국 유도 국가대표팀 감독(2016)을 지냈다.